# Röttenbacher Wald
Der Röttenbacher Wald ist ein zusammenhängendes Waldgebiet in Mittelfranken in den Gemeindegebieten von Röttenbach im Landkreis Roth und des Marktes Pleinfeld im Landkreis Weißenburg-Gunzenhausen. Der Wald war bis zur Gemeindegebietsreform in Bayern ein Gemeindefreies Gebiet.

## Geographie

### Lage
Das Waldgebiet befindet sich nordöstlich von Pleinfeld, zwischen dem namensgebenden Ort Röttenbach im Norden und Nordwesten sowie Liebenstadt und Heideck im Osten. Der Wald wird im Westen von der Bundesstraße 2 begrenzt. Durch das Waldgebiet verlaufen einige Wander- und Radwanderwege.

### Naturschutz
Teile des Waldes befinden sich das Vogelschutzgebiet Wälder im Vorland der südlichen Frankenalb, im Landschaftsschutzgebiet Ost des Landkreises Roth sowie im FFH-Gebiet Röttenbacher Wald. 

### Naturräumliche Zuordnung
Der Röttenbacher Wald gehört in der naturräumlichen Haupteinheitengruppe Fränkisches Keuper-Lias-Land (Nr. 11), in der Haupteinheit Mittelfränkisches Becken (113) und in der Untereinheit Nürnberger Becken mit Sandplatten (113.5) zum Naturraum Rother Sandplatten (113.50).